# Olympische Sommerspiele 2012/Leichtathletik – 1500 m (Frauen)

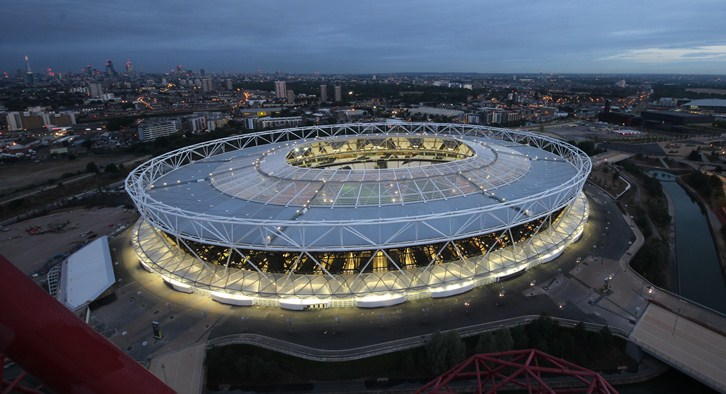
Das Olympiastadion von London im Jahr 2015

Der 1500-Meter-Lauf der Frauen bei den Olympischen Spielen 2012 in London wurde am 6., 8. und 10. August 2012 im Olympiastadion London ausgetragen. 46 Athletinnen nahmen teil.
Olympiasiegerin wurde Maryam Yusuf Jamal aus dem Bahrein. Die Äthiopierin Abeba Aregawi gewann die Silbermedaille, Bronze ging an die US-Amerikanerin Shannon Rowbury.
Für Deutschland startete Corinna Harrer, die im Halbfinale ausschied.

Athletinnen aus der Schweiz, Österreich und Liechtenstein nahmen nicht teil.

## Aktuelle Titelträgerinnen
| Olympiasiegerin                      | Nancy Langat ( Kenia)       | 4:00,03 min | Peking 2008       |
| Weltmeisterin                        | Jenny Simpson ( USA)        | 4:05,40 min | Daegu 2011        |
| Europameisterin                      | Gamze Bulut ( Türkei)       | 4:06,04 min | Helsinki 2012     |
| Zentralamerika und Karibik-Meisterin | Sandra López ( Mexiko)      | 4:22,65 min | Mayagüez 2011     |
| Südamerika-Meisterin                 | Rosibel García ( Kolumbien) | 4:22,18 min | Buenos Aires 2011 |
| Asienmeisterin                       | Genzeb Shumi ( Bahrain)     | 4:15,91 min | Kōbe 2011         |
| Afrikameisterin                      | Rababe Arafi ( Marokko)     | 4:05,80 min | Porto-Novo 2012   |
| Ozeanienmeisterin                    | Kate Johnston ( Australien) | 4:32,16 min | Cairns 2012       |

## Rekorde

### Bestehende Rekorde
| Weltrekord         | Qu Yunxia ( Volksrepublik China) | 3:50,46 min | Peking, Volksrepublik China | 11. September 1993 |
| Olympischer Rekord | Paula Ivan ( Rumänien)           | 3:53,96 min | Finale OS Seoul, Südkorea   | 1. Oktober 1988    |

Die Rennen hier in London waren meist ausgerichtet auf ein schnelles Finish in der Endphase, das galt insbesondere für das Finale. So wurde der bestehende olympische Rekord auch bei diesen Spielen nicht erreicht. Die spätere Olympiadritte Abeba Aregawi aus Äthiopien verfehlte den Rekord im schnellsten Rennen, dem zweiten Halbfinale, mit ihren 4:01,03 min um 7,07 Sekunden. Zum Weltrekord fehlten ihr 10,57 Sekunden.

### Rekordverbesserungen
Es wurden drei neue Landesrekorde aufgestellt:
- 4:07,79 min – Lucia Klocová (Slowakei), erster Vorlauf am 6. August
- 4:18,26 min – Gladys Landaverde (El Salvador), dritter Vorlauf am 6. August
- 4:02,99 min – Lucia Klocová (Slowakei), zweites Halbfinale am 8. August

Anmerkungen:
Alle Zeiten in diesem Beitrag nach sind Ortszeit London (UTC±0) angegeben.

## Doping und die Leidtragenden
In dieser Disziplin wurden nach und nach insgesamt neun Athletinnen, darunter fünf Finalistinnen, wegen Vergehen gegen die Dopingbestimmungen disqualifiziert. Dieser Wettbewerb war somit eines der am stärksten durch Dopingvergehen belasteten Leichtathletik-Events in der olympischen Geschichte.
- Die Marokkanerin Mariem Alaoui Selsouli, bis hierhin Weltjahresbeste 2012, war wegen Dopings kurz vor den Spielen gesperrt worden. Bei einer Kontrolle im Juli 2012 wurde sie positiv auf das Diuretikum Furosemid getestet, das zur Verschleierung von anderen Dopingsubstanzen dienen kann. Die Folge war eine Sperre für acht Jahre bis zum 24. Juli 2020[2]
- Im Mai 2013 wurde öffentlich, dass bei der Türkin Aslı Çakır Alptekin, die mit 4:10,23 min als Erste ins Ziel gekommen war, Blutwerte, die auf Doping hinweisen, gefunden wurden.[3] Da der türkische Verband keine Sperre verhängte, klagte der Weltleichtathletikverband vor dem Internationalen Sportgerichtshof CAS. Im August 2015 kam es zu einer Entscheidung: Alptekin wurde für acht Jahre gesperrt, ihre Ergebnisse ab dem 29. Juli 2010 wurden annulliert.[4]
- Die zunächst siebtplatzierte Belarussin Natallja Karejwa hatte ihren Biologischen Pass manipuliert, was ihre Sperre bis August 2016 sowie die Streichung ihrer Resultate seit 2010 nach sich zog.[5]
- Derselbe Vorwurf betraf auch die ursprünglich neuntplatzierte Russin Jekaterina Kostezkaja, die im August 2011 auffällig geworden war. Sie erhielt eine Sperre bis Januar 2015, ihre Resultate seit 2011 wurde gestrichen.[5]
- Ende März 2017 wurde auch die zunächst nachgerückte Siegerin Gamze Bulut aus der Türkei wegen Blutunregelmäßigkeiten in ihrem Blutpass vom Weltleichtathletikverband gesperrt, die Goldmedaille wurde ihr aberkannt.[6]
- Die im Vorlauf ausgeschiedene Ukrainerin Anschelika Schewtschenko wurde nach Entscheidung des Weltleichtathletikverbands wegen Verstoßes gegen die Antidopingbestimmungen vom 17. Februar 2015 an für zwei Jahre gesperrt. Ihre seit dem 2. Juli 2011 bis einschließlich 2013 erzielten Resultate wurden annulliert.[7] Dazu gehörten auch ihre Ergebnisse, die sie hier in London über 800 Meter erreicht hatte.
- Eine weitere im Vorlauf ausgeschiedene Ukrainerin, die gegen die Antidopingbestimmungen verstoßen hatte, war Hanna Mischtschenko. Ihre von Juni 2012 bis 2016 erzielten Resultate wurden wegen Irregularitäten in ihrem Biologischen Pass annulliert.[8]
- Der im Vorlauf ausgeschiedenen Russin Jekaterina Myrnowa wurden ebenfalls Irregularitäten in ihrem Biologischer Pass nachgewiesen. Alle ihre von 2011 bis 2015 erzielten Resultate wurden ihr aberkannt.[9]
- Der nach mehreren Disqualifikationen zweitplatzierten Russin Tatjana Tomaschowa wurde im September 2024 die Medaille aberkannt. Sie wurde für 10 Jahre gesperrt.[10]

Bei so vielen Dopingfällen gab es natürlich zahlreiche Athletinnen, die teilweise erheblich benachteiligt wurden.
- Läuferinnen, die nach mehreren Jahren Verspätung ihre Medaillen erhielten:
  - Maryam Yusuf Jamal, Bahrain – Sie wurde erst mit mehreren Jahren Verspätung als Olympiasiegerin anerkannt.
  - Abeba Aregawi, Äthiopien – Ihr wurde erst mit 12 Jahren Verspätung die Silbermedaille zugesprochen. Außerdem konnte sie nicht an der Siegerehrung teilnehmen.
  - Shannon Rowbury, Vereinigte Staaten – Ihr wurde erst mit 12 Jahren Verspätung die Bronzemedaille zugesprochen. Außerdem konnte auch sie nicht an der Siegerehrung teilnehmen.
- Läuferinnen, denen in den Vorläufen und Halbfinals ein Weiterkommen verwehrt wurde:
  - Hilary Stellingwerff, Kanada – Sie hätte aufgrund ihrer Platzierung als Vierte des ersten Halbfinals im Finale starten dürfen.
  - Corinna Harrer, Deutschland – Auch sie hatte sich aufgrund ihrer Platzierung als Fünfte des ersten Halbfinals eigentlich die Startberechtigung für das Finale erlaufen.
  - Siham Hilali, Marokko – Sie wäre aufgrund ihrer im zweiten Halbfinale erzielten Zeit im Finale startberechtigt gewesen.
  - Zoe Buckman, Australien – Auch ihre im zweiten Halbfinale erzielte Zeit hätte für eine Finalteilnahme ausgereicht.
  - Nicole Sifuentes, Kanada – Ihre im zweiten Halbfinale erzielte Zeit hätte für eine Finalteilnahme ausgereicht.
  - Genzeb Shumi, Bahrain – Sie hätte aufgrund ihrer Platzierung als Sechste des zweiten Vorlaufs im Halbfinale starten dürfen.
  - Faith Kipyegon, Kenia – Auch sie wäre aufgrund ihrer Platzierung als Sechste des dritten Vorlaufs im Halbfinale startberechtigt gewesen.
  - Genzebe Dibaba, Äthiopien – Sie wäre über ihre im dritten Vorlauf erzielte Zeit im Halbfinale startberechtigt gewesen.
  - Marina Munćan, Serbien – Auch sie hätte sich über ihre im ersten Vorlauf erzielte Zeit für das Halbfinale qualifiziert.
  - Janet Achola, Uganda – Auch sie hätte sich über ihre im ersten Vorlauf erzielte Zeit für das Halbfinale qualifiziert.

## Vorläufe
Es wurden drei Vorläufe durchgeführt. Für das Halbfinale qualifizierten sich pro Lauf die ersten sechs Athletinnen (hellblau unterlegt). Darüber hinaus kamen die sechs Zeitschnellsten, die sogenannten Lucky Loser (hellgrün unterlegt), weiter.

### Vorlauf 1
6. August 2012, 11:50 Uhr
| Platz | Name                     | Nation         | Zeit (min) | Anmerkung                                  |
| ----- | ------------------------ | -------------- | ---------- | ------------------------------------------ |
| 01    | Abeba Aregawi            | Äthiopien      | 4:04,55    |                                            |
| 02    | Maryam Yusuf Jamal       | Bahrain        | 4:05,39    |                                            |
| 03    | Hellen Obiri             | Kenia          | 4:05,40    |                                            |
| 04    | Hannah England           | Großbritannien | 4:05,73    |                                            |
| 05    | Hilary Stellingwerff     | Kanada         | 4:05,79    |                                            |
| 06    | Shannon Rowbury          | USA            | 4:06,03    |                                            |
| 07    | Lucy van Dalen           | Neuseeland     | 4:07,04    |                                            |
| 08    | Lucia Klocová            | Slowakei       | 4:07,79    | NR                                         |
| 9     | Corinna Harrer           | Deutschland    | 4:07,83    |                                            |
| 10    | Marina Munćan            | Serbien        | 4:11,25    | eigentlich für das Halbfinale qualifiziert |
| 11    | Tereza Čapková           | Tschechien     | 4:12,15    |                                            |
| 12    | Natalia Rodríguez        | Spanien        | 4:16,18    |                                            |
| 13    | Tuğba Karakaya           | Türkei         | 4:29,21    |                                            |
| DNF   | Btissam Lakhouad         | Marokko        |            |                                            |
| DOP   | Tatjana Tomaschowa       | Russland       | 4:05,10    | [ 10 ]                                     |
| DOP   | Anschelika Schewtschenko | Ukraine        | 4:12,97    | [ 7 ]                                      |

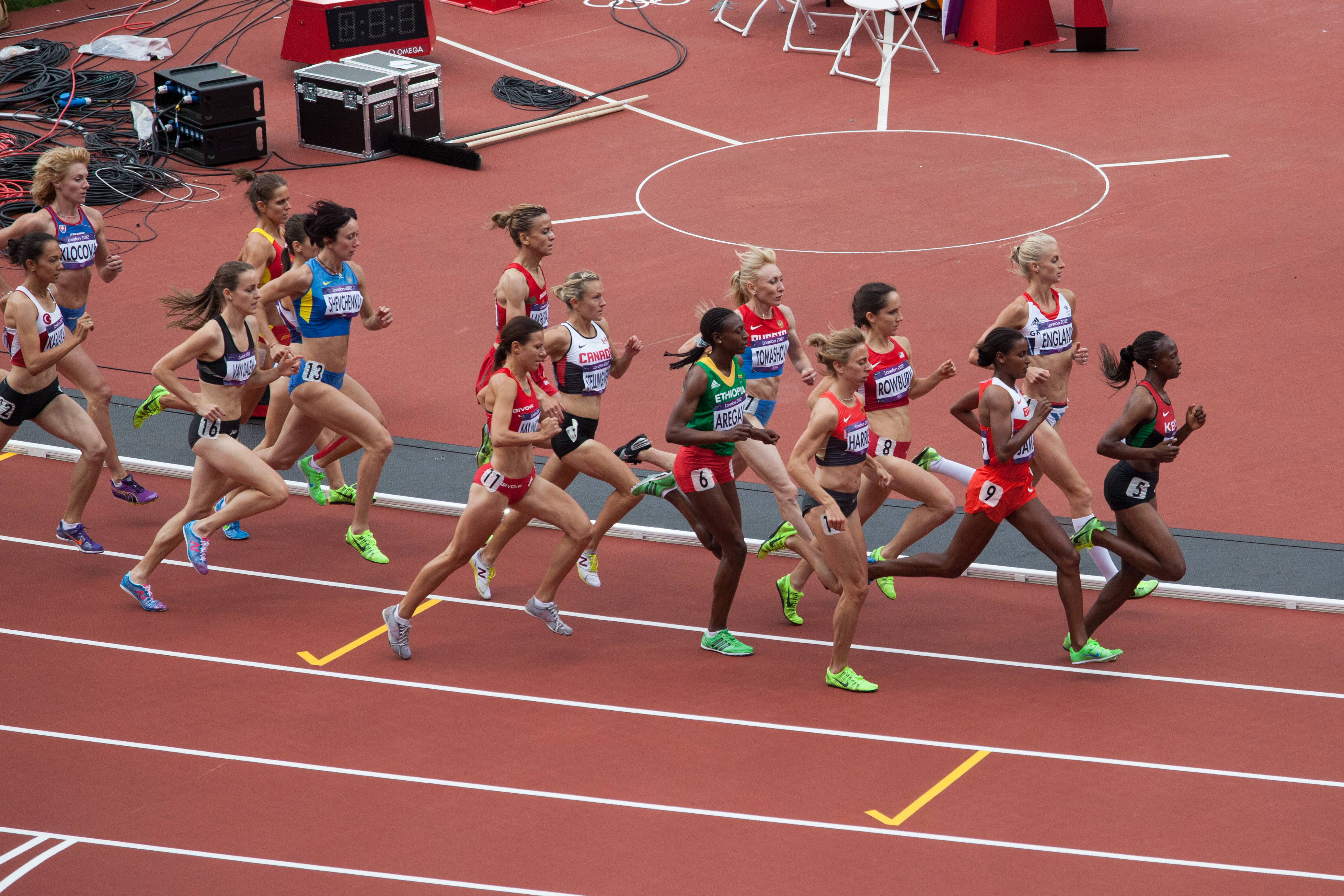
Szene aus dem ersten Vorlauf (v. r. n. l.):
Hellen Obiri, Maryam Yusuf Jamal, Hannah England, Corinna Harrer, Shannon Rowbury, Abeba Aregawi, Tatjana Tomaschowa, Marina Munćan, Hilary Stellingwerff, Btissam Lakhouad, Lucy van Dalen, Anschelika Schewtschenko, Natalia Rodríguez, Tereza Capkova, Tuğba Karakaya, Lucia Klocová

Im ersten Vorlauf ausgeschiedene Läuferinnen:

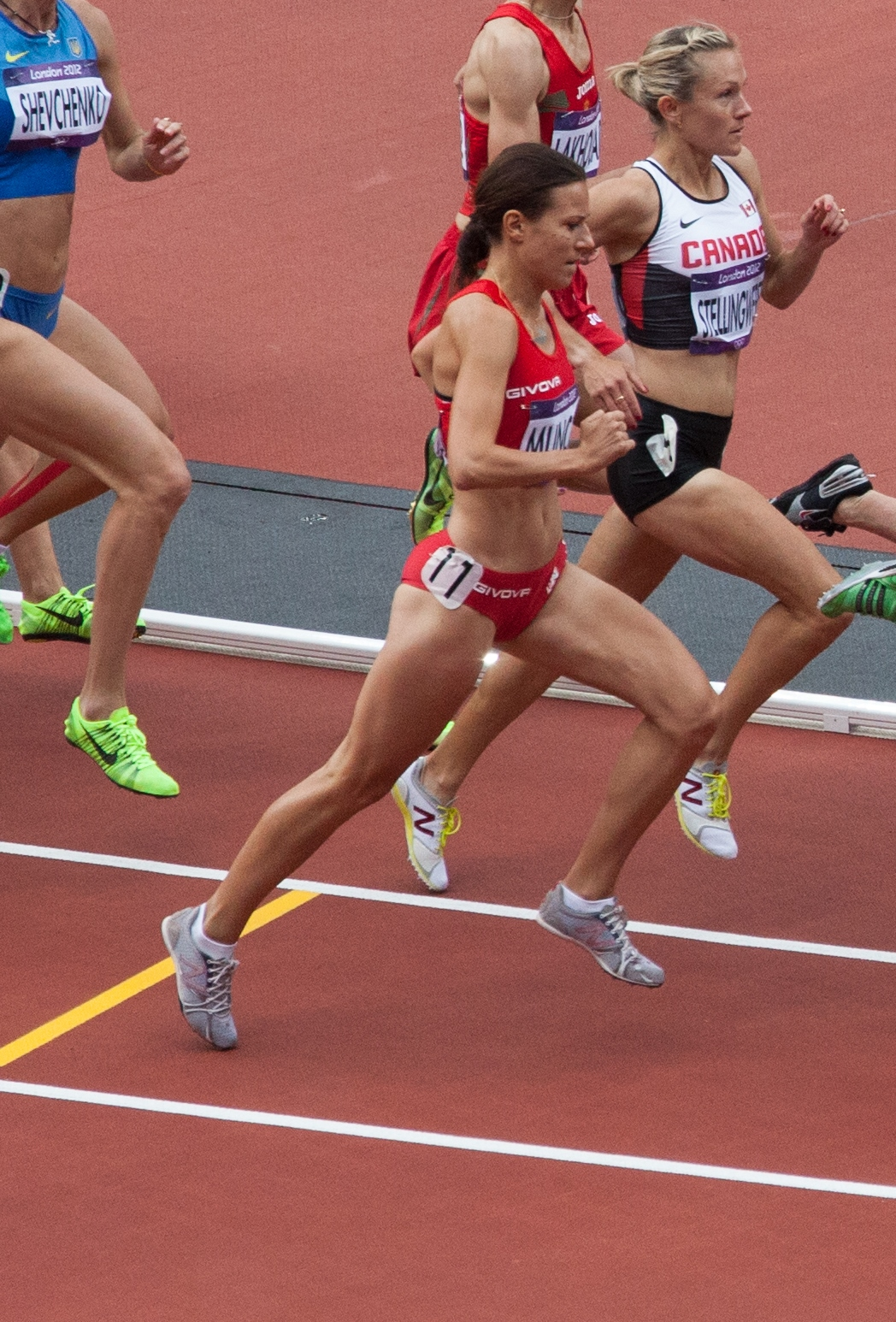
Marina Munćan (vorn, Nr. 11) – Rang zehn, über ihre Zeit eigentlich qualifiziert für das Halbfinale
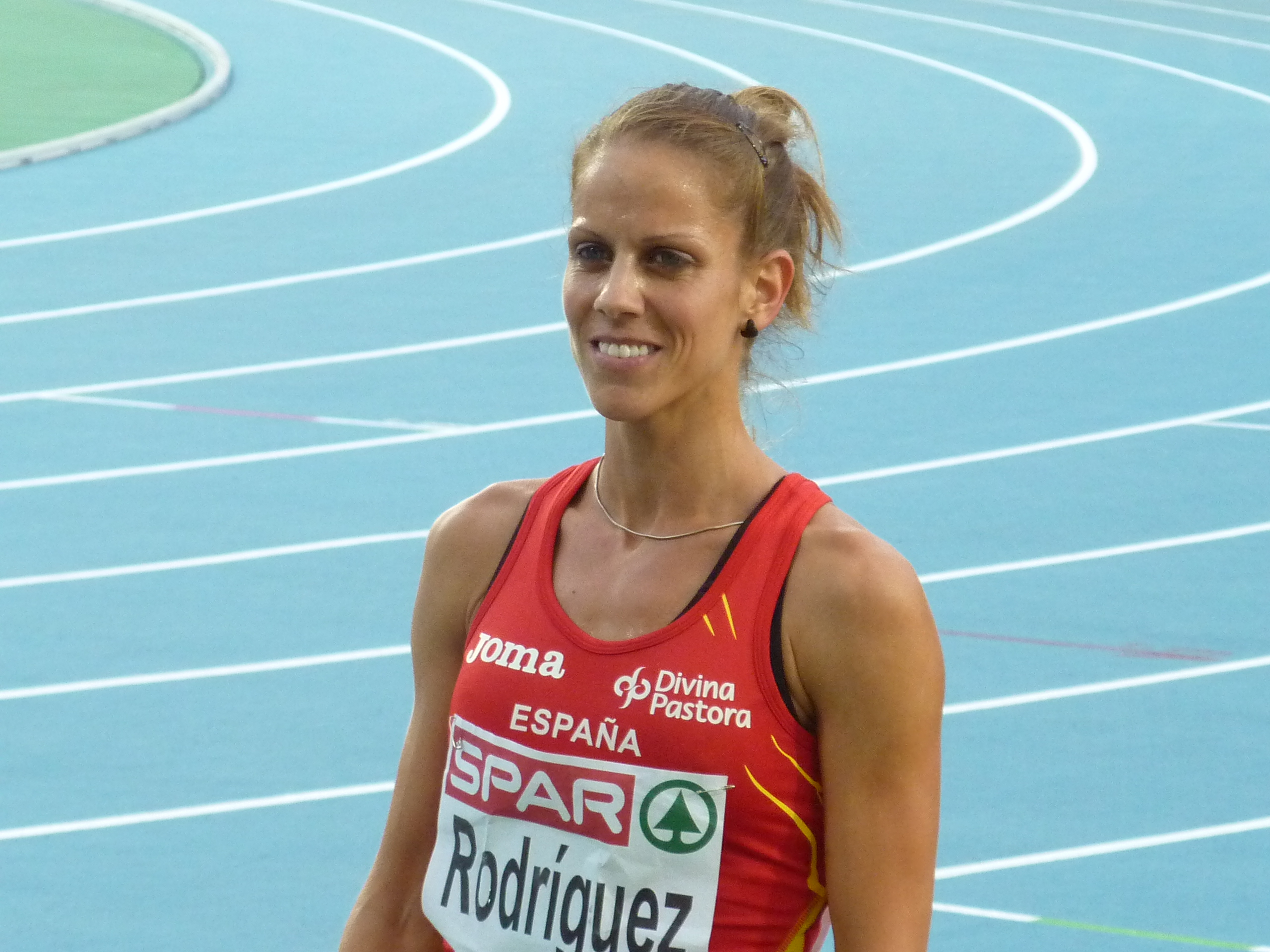
Natalia Rodríguez – Rang zwölf
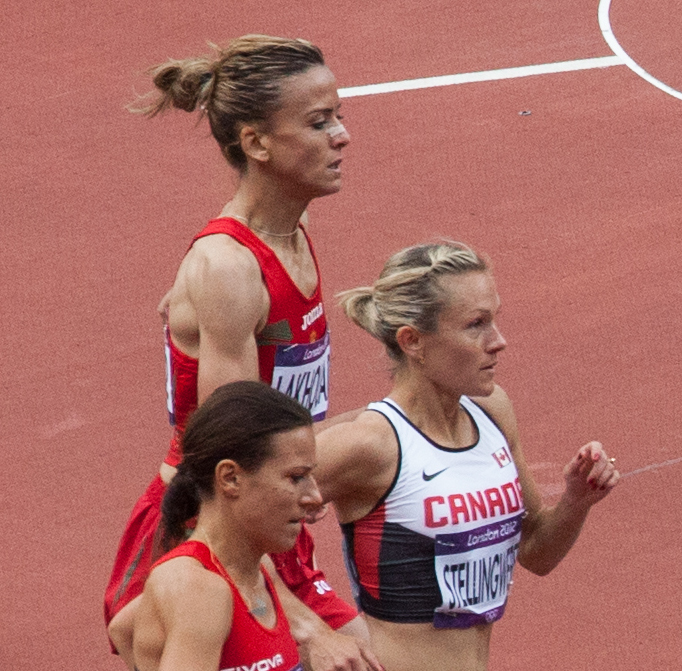
Btissam Lakhouad (hinten links) – nicht im Ziel

### Vorlauf 2
6. August 2012, 12:01 Uhr

| Platz | Name                   | Nation                       | Zeit (min) | Anmerkung                              |
| ----- | ---------------------- | ---------------------------- | ---------- | -------------------------------------- |
| 01    | Lisa Dobriskey         | Großbritannien               | 4:13,32    |                                        |
| 02    | Siham Hilali           | Marokko                      | 4:13,34    |                                        |
| 03    | Nuria Fernández        | Spanien                      | 4:13,72    |                                        |
| 04    | Kaila McKnight         | Australien                   | 4:13,80    |                                        |
| 05    | Jenny Simpson          | USA                          | 4:13,81    |                                        |
| 06    | Genzeb Shumi           | Bahrain                      | 4:14,02    | eigentlich für das Finale qualifiziert |
| 07    | Meskerem Assefa        | Äthiopien                    | 4:15,52    |                                        |
| 08    | Eunice Sum             | Kenia                        | 4:19,17    |                                        |
| 09    | Sonja Roman            | Slowenien                    | 4:19,46    |                                        |
| 10    | Eliane Saholinirina    | Madagaskar                   | 4:19,46    |                                        |
| 11    | Renata Pliś            | Polen                        | 4:19,62    |                                        |
| 12    | Chancel Ilunga Sankuru | Demokratische Republik Kongo | 5:05,25    |                                        |
| DOP   | Aslı Çakır Alptekin    | Türkei                       | 4:13,64    | für das Halbfinale zugelassen          |
| DOP   | Jekaterina Myrnowa     | Russland                     | 4:13,86    | [ 9 ]                                  |
| DNS   | Ingvill Måkestad Bovim | Norwegen                     |            |                                        |

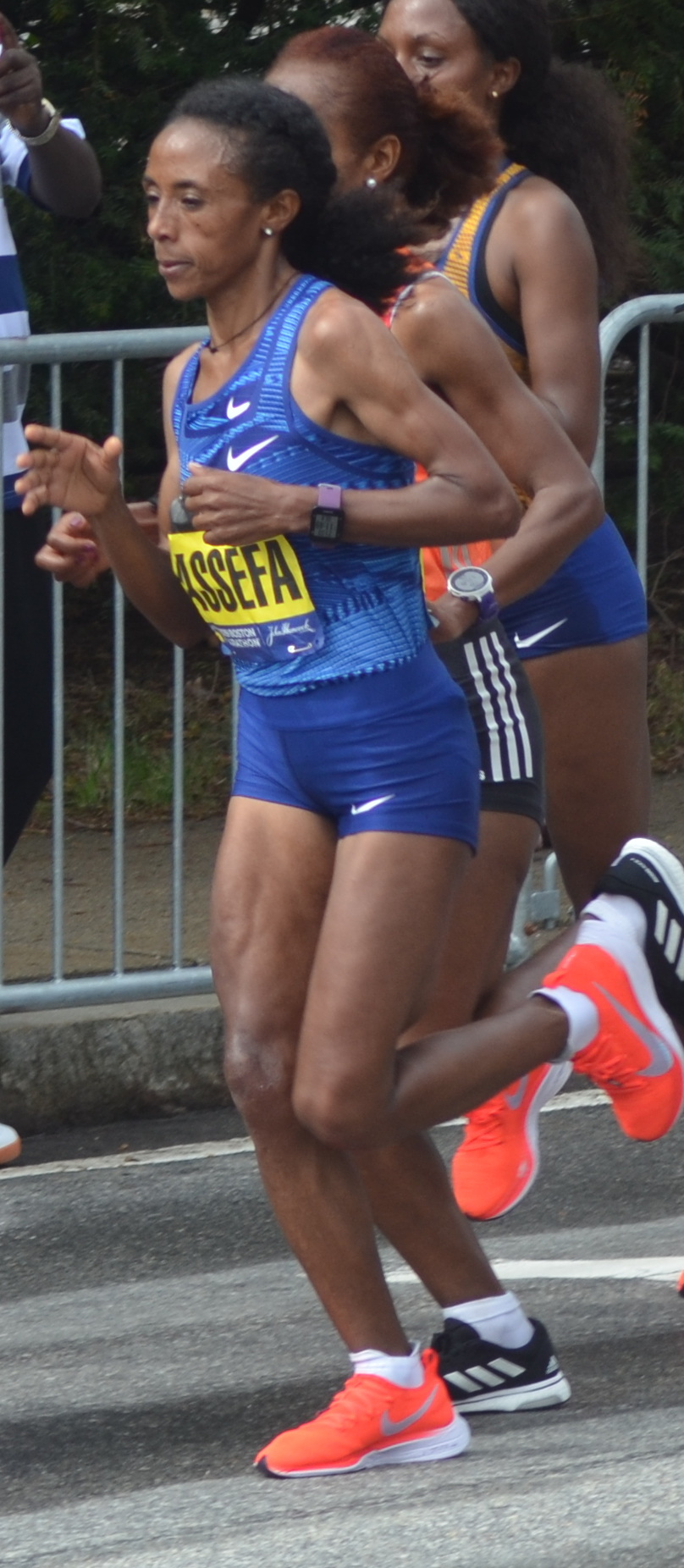
Meskerem Assefa – ausgeschieden als Siebte des zweiten Vorlaufs

Weitere im zweiten Vorlauf ausgeschiedene Läuferinnen:

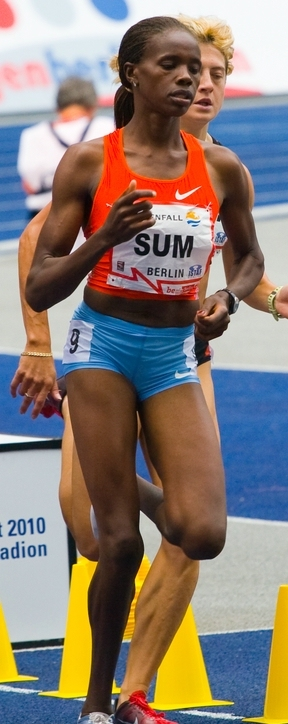
Eunice Sum – Rang acht
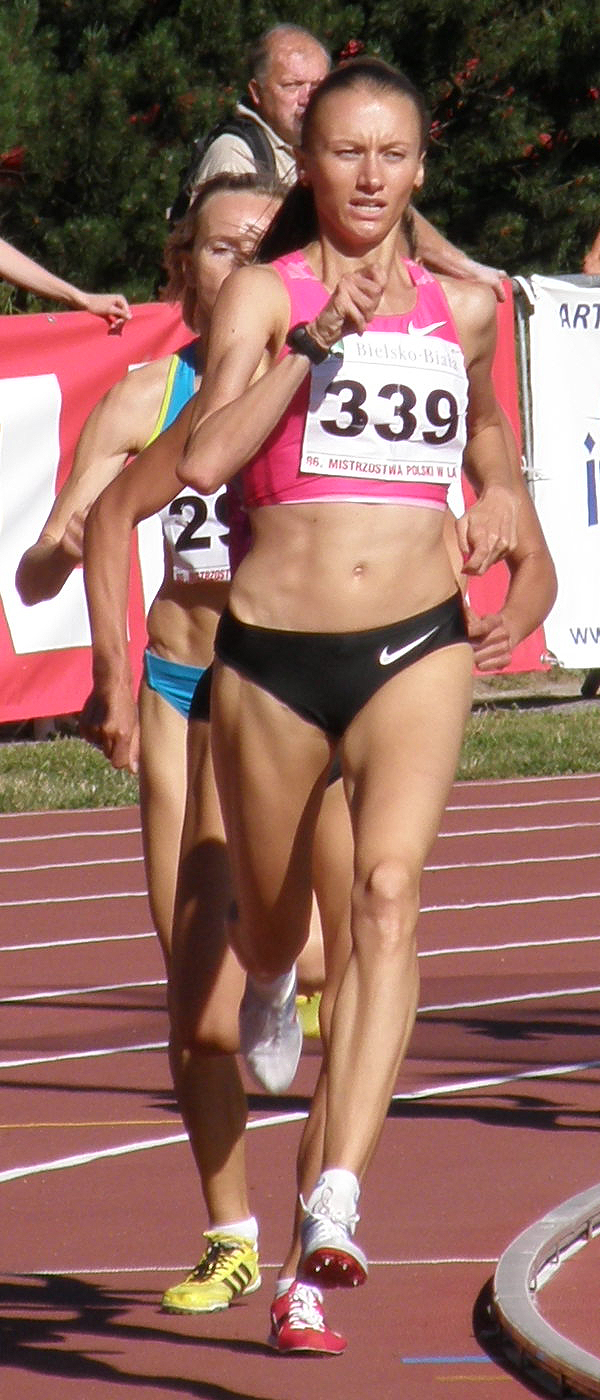
Renata Pliś – Rang elf
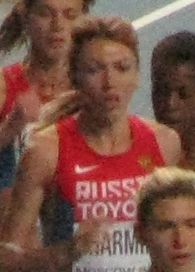
Jekaterina Myrnowa – gedopt und als ausgeschiedene Athletin zusätzlich disqualifiziert

### Vorlauf 3
6. August 2012, 12:12 Uhr
| Platz | Name                  | Nation                       | Zeit (min) | Anmerkung                                  |
| ----- | --------------------- | ---------------------------- | ---------- | ------------------------------------------ |
| 01    | Morgan Uceny          | USA                          | 4:06,87    |                                            |
| 02    | Mimi Belete           | Bahrain                      | 4:07,01    |                                            |
| 03    | Laura Weightman       | Großbritannien               | 4:07,29    |                                            |
| 04    | Nicole Sifuentes      | Kanada                       | 4:07,65    |                                            |
| 05    | Zoe Buckman           | Australien                   | 4:07,83    |                                            |
| 06    | Faith Kipyegon        | Kenia                        | 4:08,78    | eigentlich für das Halbfinale qualifiziert |
| 07    | Genzebe Dibaba        | Äthiopien                    | 4:11,15    | eigentlich für das Halbfinale qualifiziert |
| 08    | Janet Achola          | Uganda                       | 4:11,64    | eigentlich für das Halbfinale qualifiziert |
| 09    | Isabel Macías         | Spanien                      | 4:13,07    |                                            |
| 10    | Betlhem Desalegn      | Vereinigte Arabische Emirate | 4:14,07    |                                            |
| 11    | Gladys Landaverde     | El Salvador                  | 4:18,26    | NR                                         |
| DOP   | Gamze Bulut           | Türkei                       | 4:06,69    | für das Halbfinale zugelassen              |
| DOP   | Natallja Karejwa      | Belarus                      | 4:06,87    | für das Halbfinale zugelassen              |
| DOP   | Jekaterina Kostezkaja | Russland                     | 4:06,94    | für das Halbfinale zugelassen              |
| DOP   | Hanna Mischtschenko   | Ukraine                      | 4:13,63    | [ 8 ]                                      |

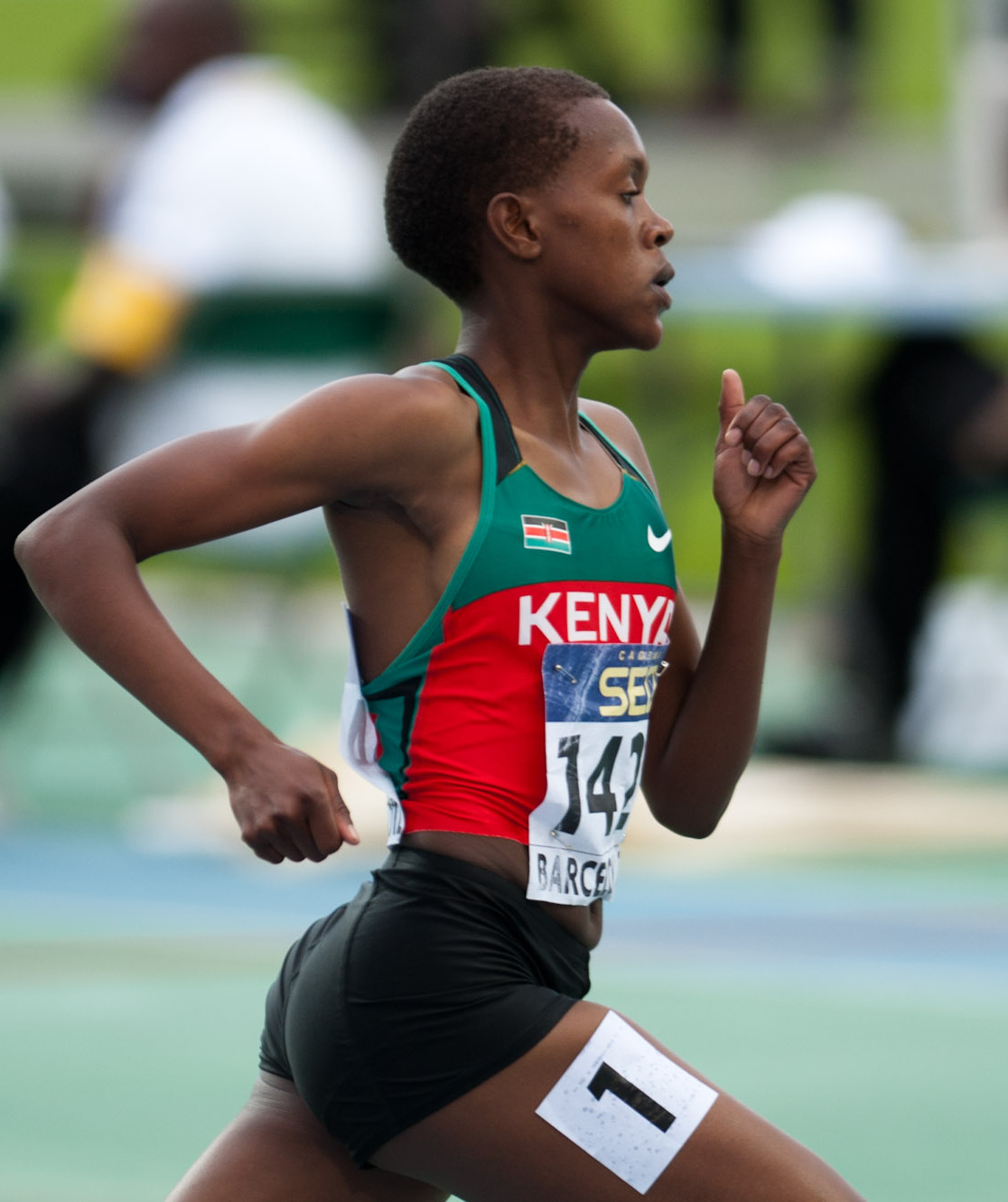
Faith Kipyegon schied als Sechste des dritten Vorlaufs nur aus, weil eine gedopte Läuferin vor ihr lag

Weitere im dritten Vorlauf ausgeschiedene Läuferinnen:

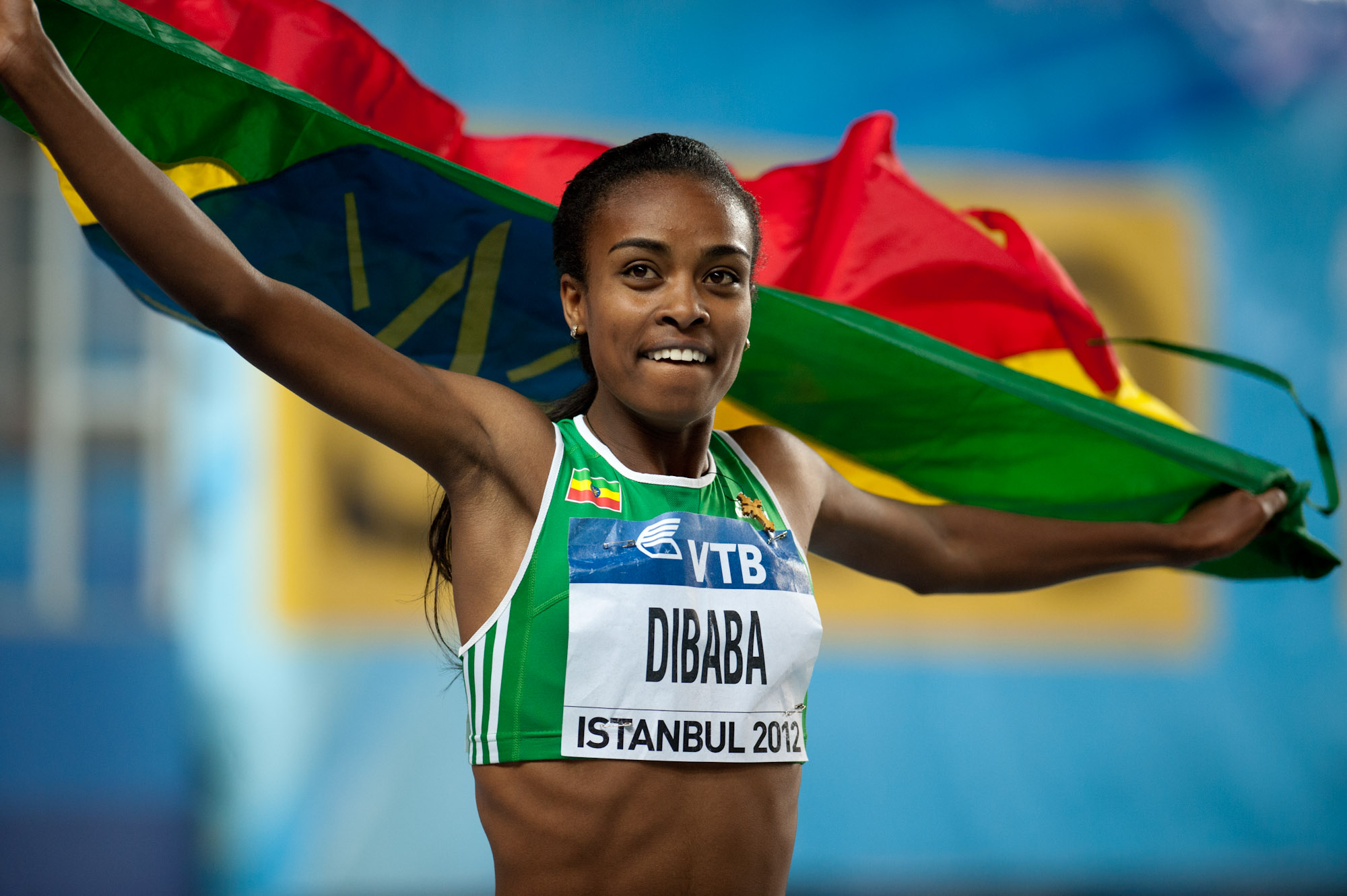
Genzebe Dibaba – als Siebte nur ausgeschieden, weil eine gedopte Läuferin vor ihr lag
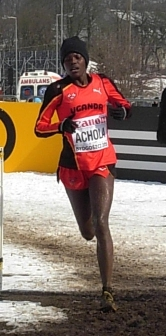
Janet Achola – Rang acht
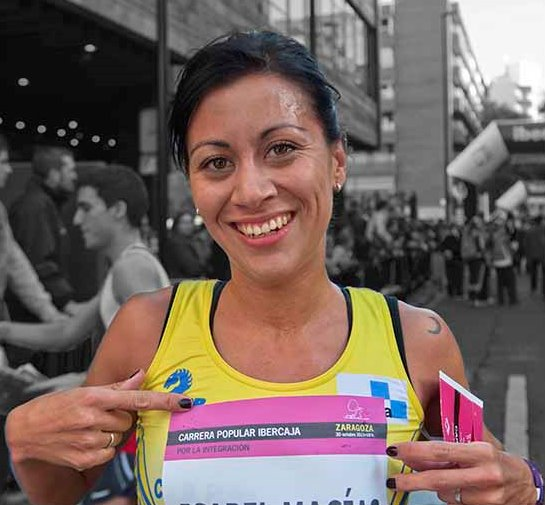
Isabel Macías – Rang neun
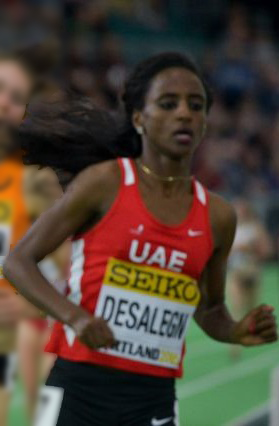
Betlhem Desalegn – Rang zehn
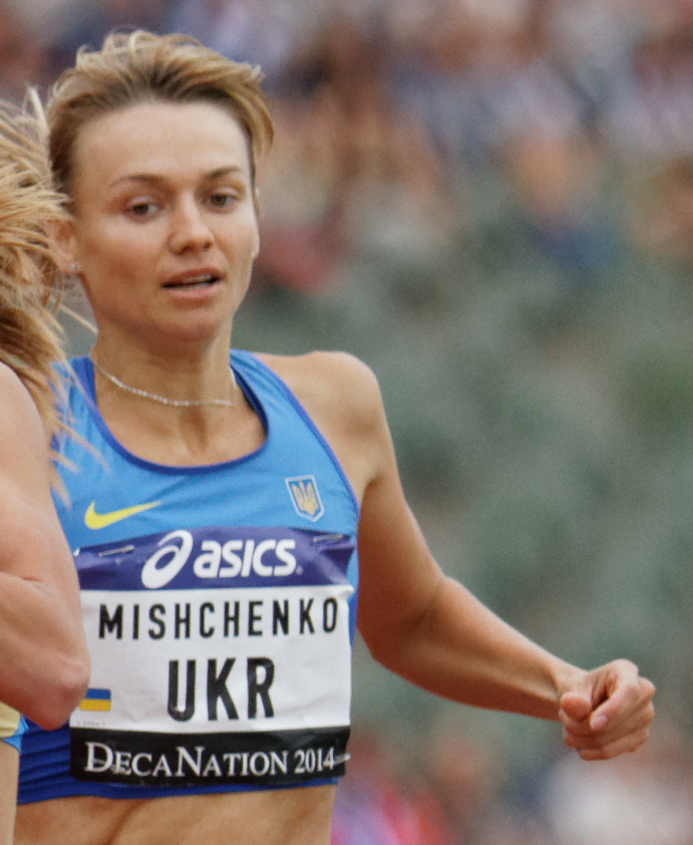
Hanna Mischtschenko – gedopt und als ausgeschiedene Athletin zusätzlich disqualifiziert

## Halbfinale
In den beiden Halbfinalläufen qualifizierten sich pro Lauf die ersten fünf Athletinnen für das Finale (hellblau unterlegt). Darüber hinaus kamen die zwei Zeitschnellsten, die sogenannten Lucky Loser (hellgrün unterlegt), weiter. Bedingt durch Zeitgleichheit im zweiten Halbfinale wurden es schließlich drei zeitschnellste Sportlerinnen, die das Finale erreichten.

### Lauf 1
8. August 2012, 19:45 Uhr
| Platz | Name                  | Nation         | Zeit (min) | Anmerkung                              |
| ----- | --------------------- | -------------- | ---------- | -------------------------------------- |
| 01    | Morgan Uceny          | USA            | 4:05,34    |                                        |
| 02    | Lisa Dobriskey        | Großbritannien | 4:05,35    |                                        |
| 03    | Shannon Rowbury       | USA            | 4:05,47    |                                        |
| 04    | Hilary Stellingwerff  | Kanada         | 4:05,57    | eigentlich für das Finale qualifiziert |
| 05    | Corinna Harrer        | Deutschland    | 4:05,70    | eigentlich für das Finale qualifiziert |
| 06    | Mimi Belete           | Bahrain        | 4:05,91    |                                        |
| 07    | Hannah England        | Großbritannien | 4:06,35    |                                        |
| 08    | Nuria Fernández       | Spanien        | 4:06,57    |                                        |
| 09    | Lucy van Dalen        | Neuseeland     | 4:06,97    |                                        |
| 10    | Kaila McKnight        | Australien     | 4:08,44    |                                        |
| DOP   | Aslı Çakır Alptekin   | Türkei         | 4:05,11    | für das Finale zugelassen              |
| DOP   | Jekaterina Kostezkaja | Russland       | 4:05,32    | für das Finale zugelassen              |

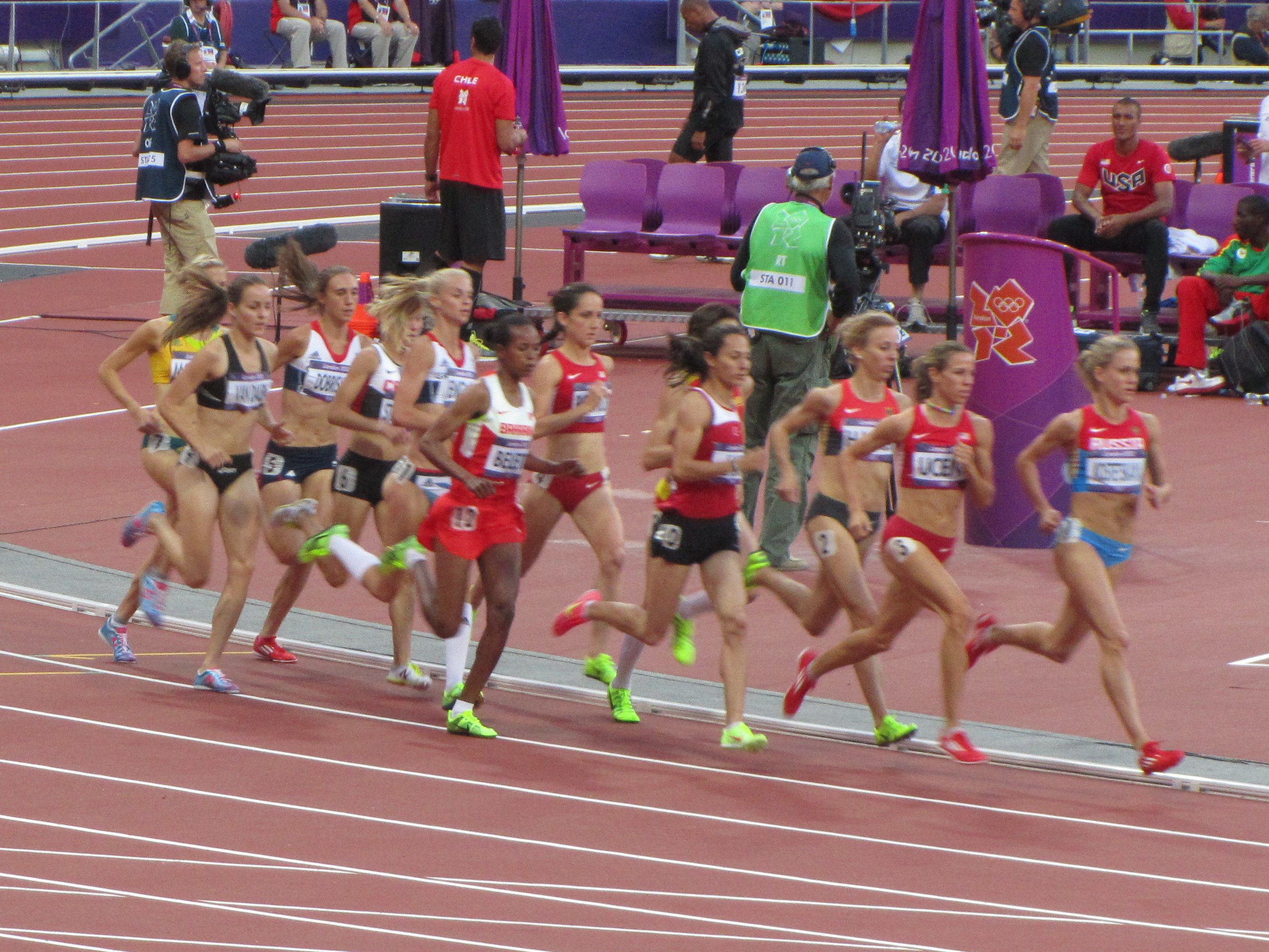
Die Läuferinnen unterwegs im ersten Halbfinale

Im ersten Halbfinale ausgeschiedene Läuferinnen:

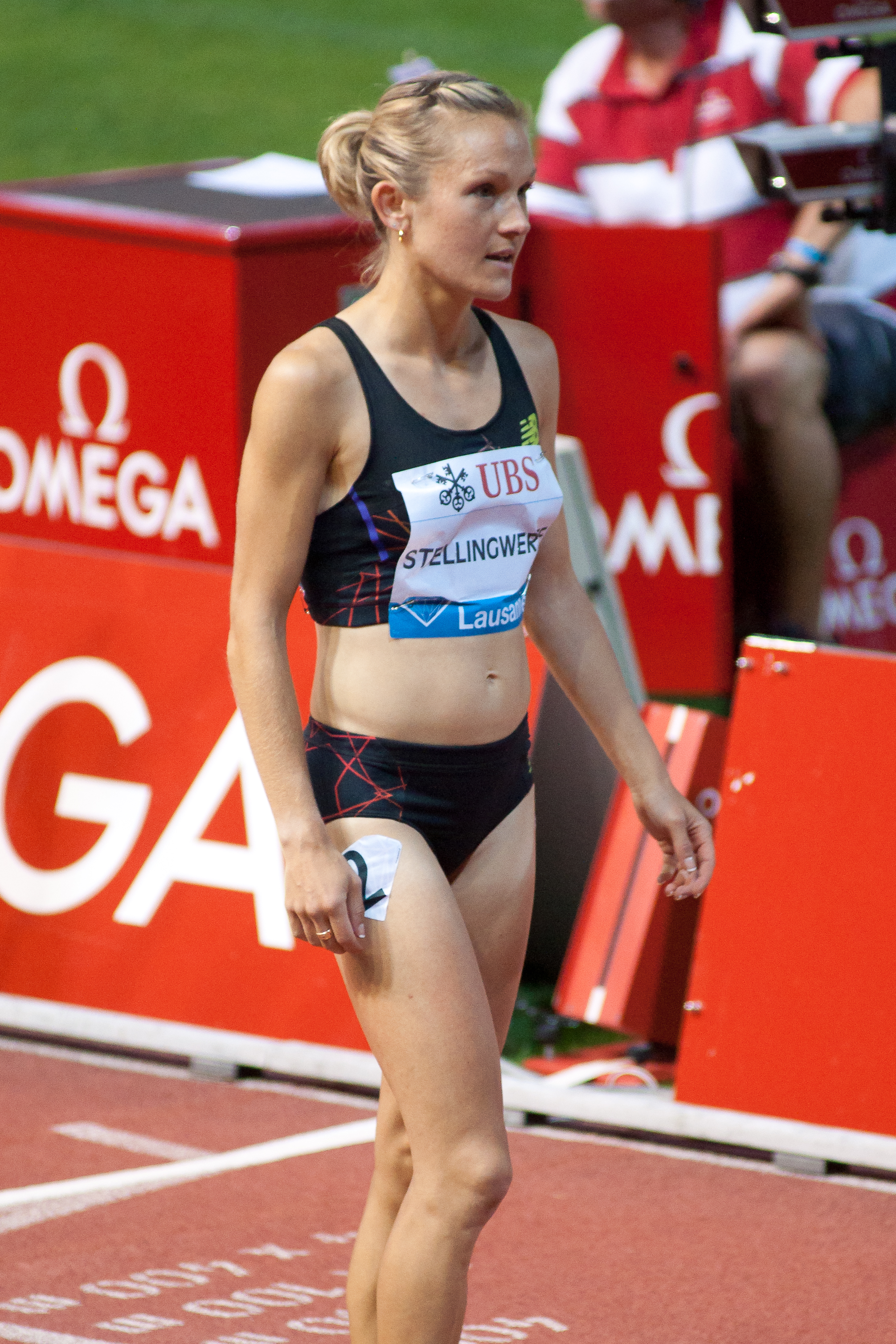
Hilary Stellingwerff – als Vierte nur ausgeschieden, weil eine gedopte Läuferin vor ihr lag
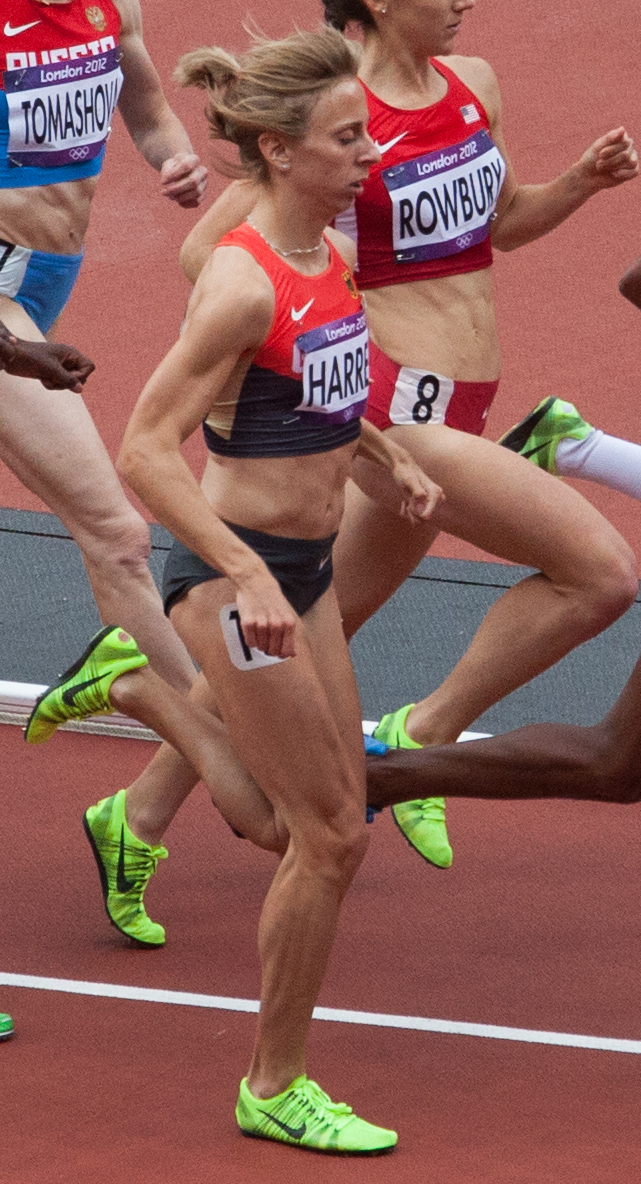
Corinna Harrer (im Vordergrund) – als Fünfte nur ausgeschieden, weil gedopte Läuferinnen vor ihr lagen
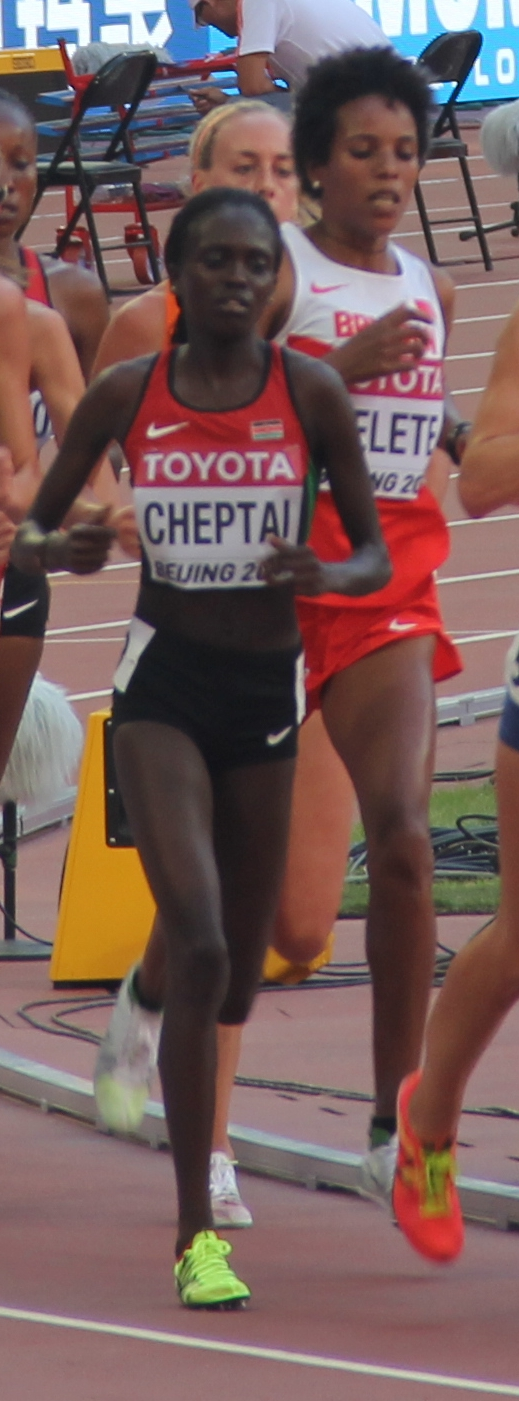
Mimi Belete (weißes Trikot) – Rang sechs

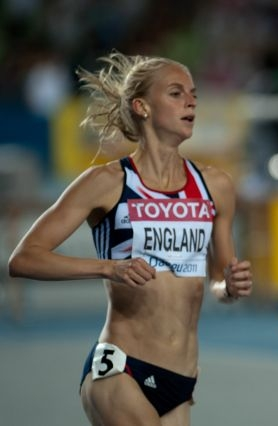
Hannah England – Rang sieben
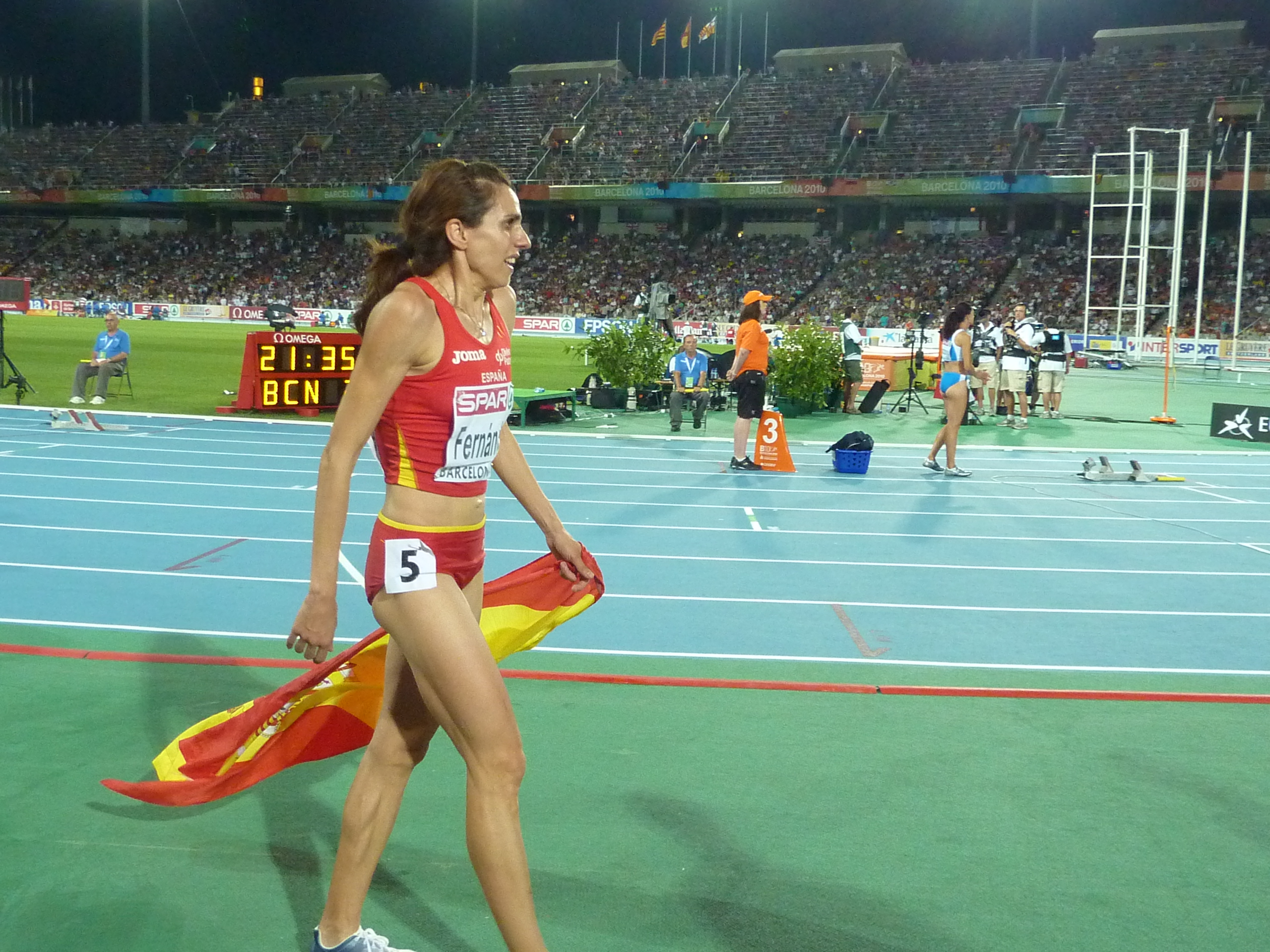
Nuria Fernández – Rang acht
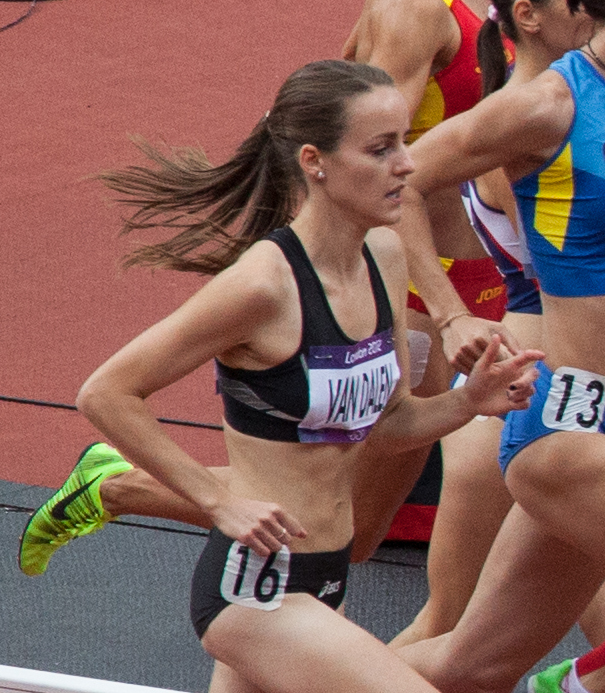
Lucy van Dalen – Rang neun

### Lauf 2

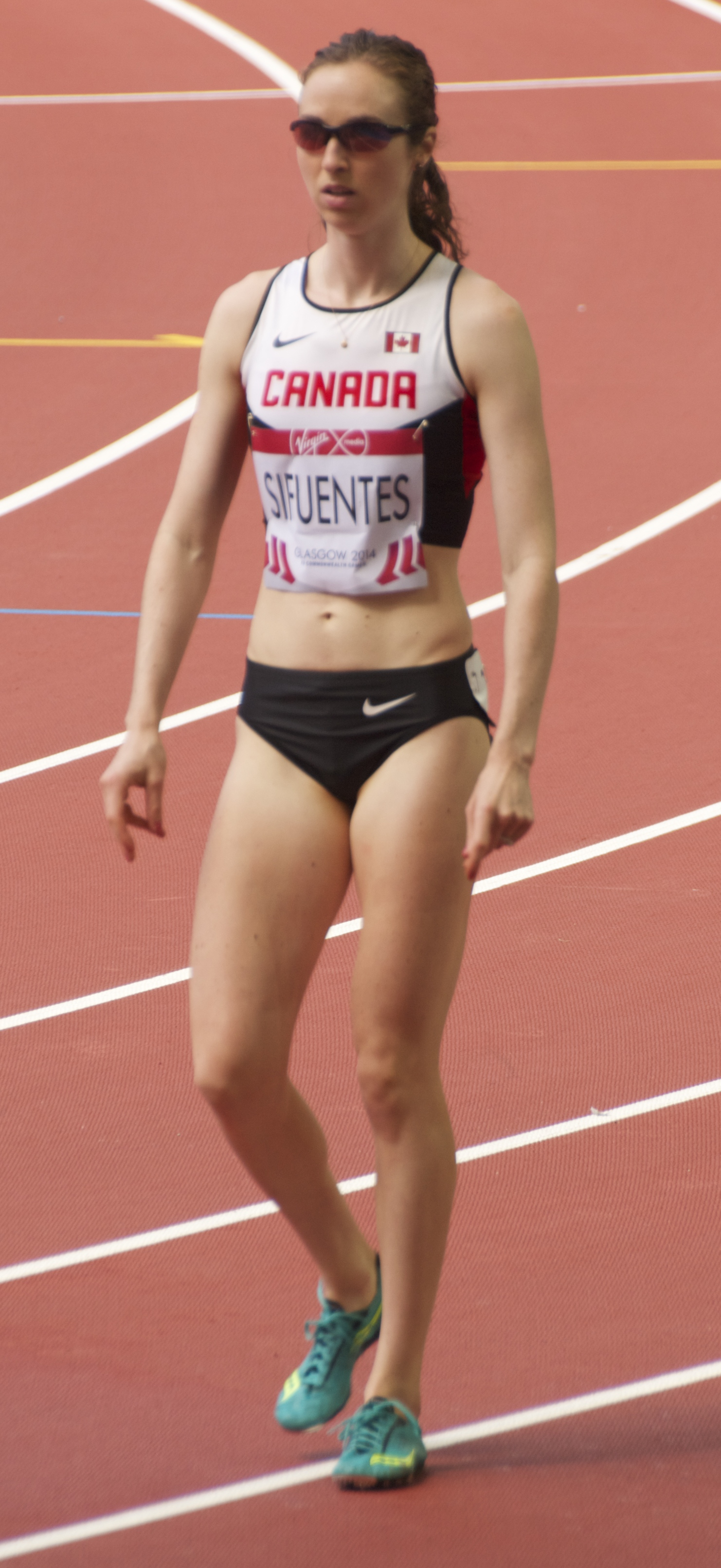
Nicole Sifuentes – ausgeschieden als Achte des zweiten Halbfinales
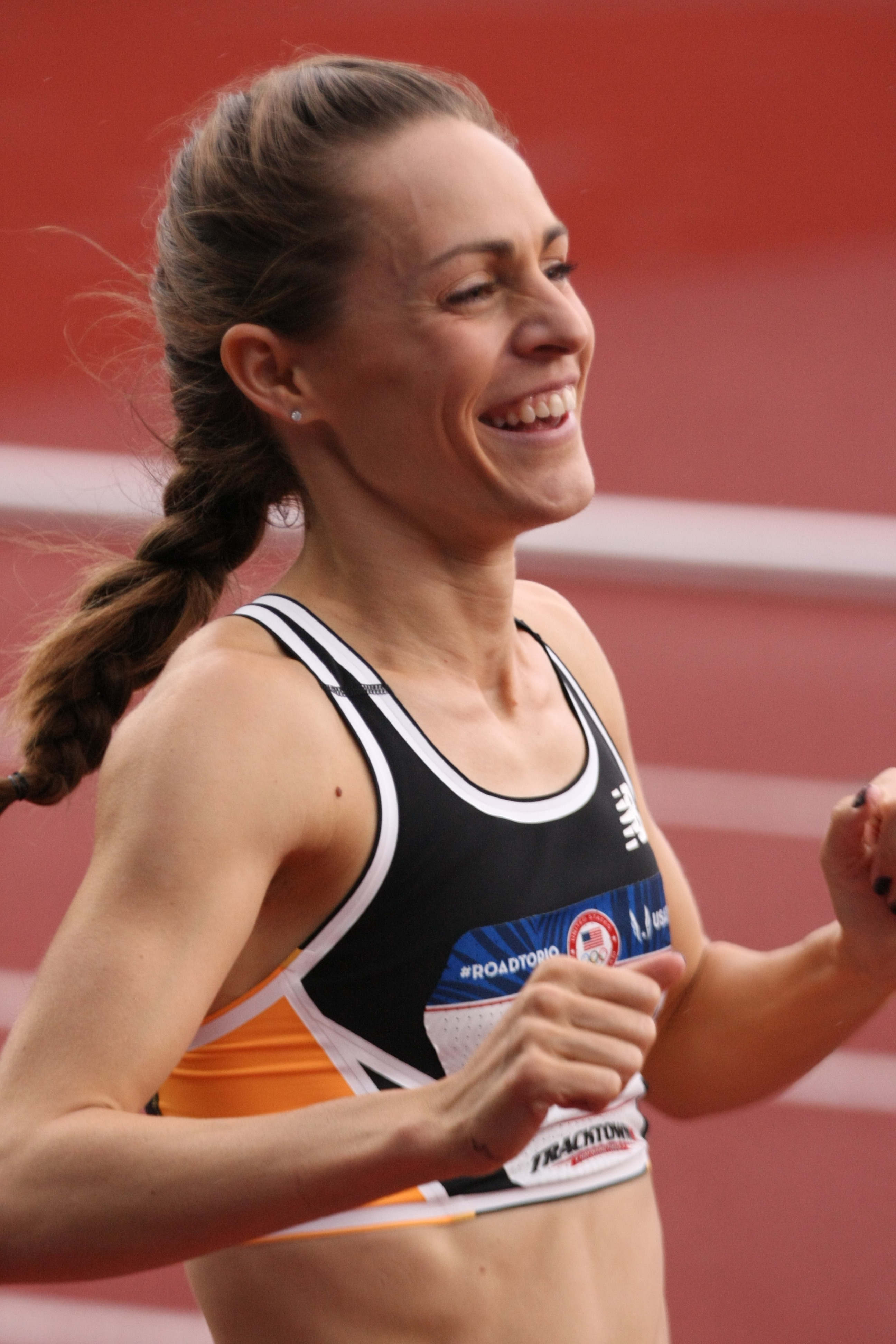
Jennifer Simpson – ausgeschieden als Neunte des zweiten Halbfinales

8. August 2012, 19:56 Uhr
Die hier erzielte Zeit von 4:02,99 min berechtigte eigentlich nur eine Läuferin über die Zeitqualifikation zur Teilnahme am Finale. Da Laura Weightman und Lucia Klocová zeitgleich mit genau diesem Ergebnis ins Ziel kamen, wurde beide Starterinnen zum Finale zugelassen.
| Platz | Name               | Nation         | Zeit (min) | Anmerkung                              |
| ----- | ------------------ | -------------- | ---------- | -------------------------------------- |
| 01    | Abeba Aregawi      | Äthiopien      | 4:01,03    |                                        |
| 02    | Maryam Yusuf Jamal | Bahrain        | 4:02,18    |                                        |
| 03    | Hellen Obiri       | Kenia          | 4:02,30    |                                        |
| 04    | Laura Weightman    | Großbritannien | 4:02,99    |                                        |
| 05    | Lucia Klocová      | Slowakei       | 4:02,99    | NR                                     |
| 06    | Siham Hilali       | Marokko        | 4:04,79    | eigentlich für das Finale qualifiziert |
| 07    | Zoe Buckman        | Australien     | 4:05,03    | eigentlich für das Finale qualifiziert |
| 08    | Nicole Sifuentes   | Kanada         | 4:06,33    | eigentlich für das Finale qualifiziert |
| 9     | Jennifer Simpson   | USA            | 4:06,89    |                                        |
| DOP   | Gamze Bulut        | Türkei         | 4:01,18    | für das Finale zugelassen              |
| DOP   | Tatjana Tomaschowa | Russland       | 4:02,10    | für das Finale zugelassen              |
| DOP   | Natallja Karejwa   | Belarus        | 4:02,37    | für das Finale zugelassen              |

## Finale
10. August 2012, 20:55 Uhr

| Platz | Name                  | Nation         | Zeit (min) | Anmerkung |
| ----- | --------------------- | -------------- | ---------- | --------- |
| 1     | Maryam Yusuf Jamal    | Bahrain        | 4:10,74    |           |
| 2     | Abeba Aregawi         | Äthiopien      | 4:11,03    |           |
| 3     | Shannon Rowbury       | USA            | 4:11,26    |           |
| 4     | Lucia Klocová         | Slowakei       | 4:12,64    |           |
| 5     | Lisa Dobriskey        | Großbritannien | 4:13,02    |           |
| 6     | Laura Weightman       | Großbritannien | 4:15,60    |           |
| 7     | Hellen Obiri          | Kenia          | 4:16,57    |           |
| DNF   | Morgan Uceny          | USA            |            |           |
| DOP   | Aslı Çakır Alptekin   | Türkei         | 4:10,23    | [ 4 ]     |
| DOP   | Gamze Bulut           | Türkei         | 4:10,40    | [ 6 ]     |
| DOP   | Tatjana Tomaschowa    | Russland       | 4:10,90    | [ 10 ]    |
| DOP   | Natallja Karejwa      | Belarus        | 4:11,58    | [ 5 ]     |
| DOP   | Jekaterina Kostezkaja | Russland       | 4:12,90    | [ 5 ]     |

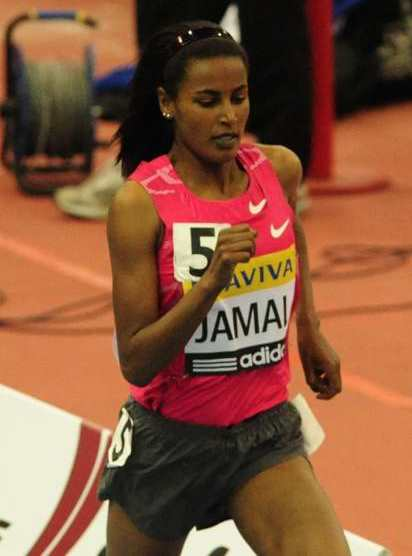
Maryam Yusuf Jamal gewann Gold in einem rein
auf den Spurt ausgerichteten Rennen

Im Finale trafen zwei US-Amerikanerinnen und zwei Athletinnen aus Großbritannien auf jeweils eine Athletin aus Äthiopien, Bahrain, Kenia und der Slowakei. Darüber hinaus waren mit zwei Türkinnen, zwei Russinnen und einer Belarussin auch fünf Dopingsünderinnen unter den Finalteilnehmerinnen.
Der Ausgang dieses Rennens schien ziemlich offen, die Läuferinnen, die bei den letzten Großveranstaltungen ganz vorne gelegen hatten, waren in diesem Finale nicht dabei.
Das Tempo des Finals war nicht hoch, sodass das Feld der Läuferinnen bis zur letzten Runde zusammenblieb. Die erste Runde wurde in 1:15,12 min durchlaufen. Dann wurde es ein wenig zügiger – zweite Runde 1:08,85 min. Auf den dritten vierhundert Metern wurde es dann richtig schnell – dritte Runde 1:02,91 min. Zu Beginn der Schlussrunde kam die US-Amerikanerin Morgan Uceny in dem immer noch dichten Feld durch eine Berührung zu Fall und gab das Rennen auf.
Dreihundert Meter vor dem Ziel zog das Tempo immer weiter an. Die Türkin Gamze Bulut übernahm die Führung. Bald wurde sie von ihrer Teamkollegin Aslı Çakır Alptekin abgelöst. Hinter den beiden gedopten Türkinnen folgten Abeba Aregawi aus Äthiopien und Maryam Jamal aus Bahrain. Auf der Zielgeraden entwickelte sich aufgrund des langsamen Tempos zuvor ein sehr schnelles Finish, Çakır setzte sich letztendlich durch. Die zwischenzeitlich auf Rang vier zurückgefallene Bulut eroberte fünfzig Meter vor dem Ziel den zweiten Platz und als Dritte kam Jamal ins Ziel.
Doch bei dieser Reihenfolge blieb es nicht, die beiden gedopten Türkinnen auf den Rängen eins und zwei wurden später disqualifiziert – siehe Abschnitt „Doping“ oben. Olympiasiegerin wurde Maryam Yusuf Jamal vor der Äthiopierin Abeba Aregawi. Bronze ging schließlich an die US-Amerikanerin Shannon Rowbury. Rang vier belegte die Slowakin Lucia Klocová.
Maryam Yusuf Jamal wurde die erste Olympiasiegerin und gleichzeitig erste Medaillengewinnerin für den Wüstenstaat Bahrain bei Olympischen Spielen.

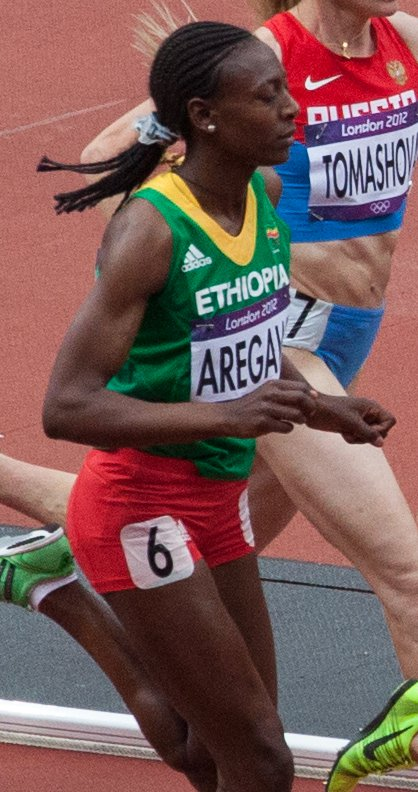
Bronzemedaillengewinnerin Abeba Aregawi
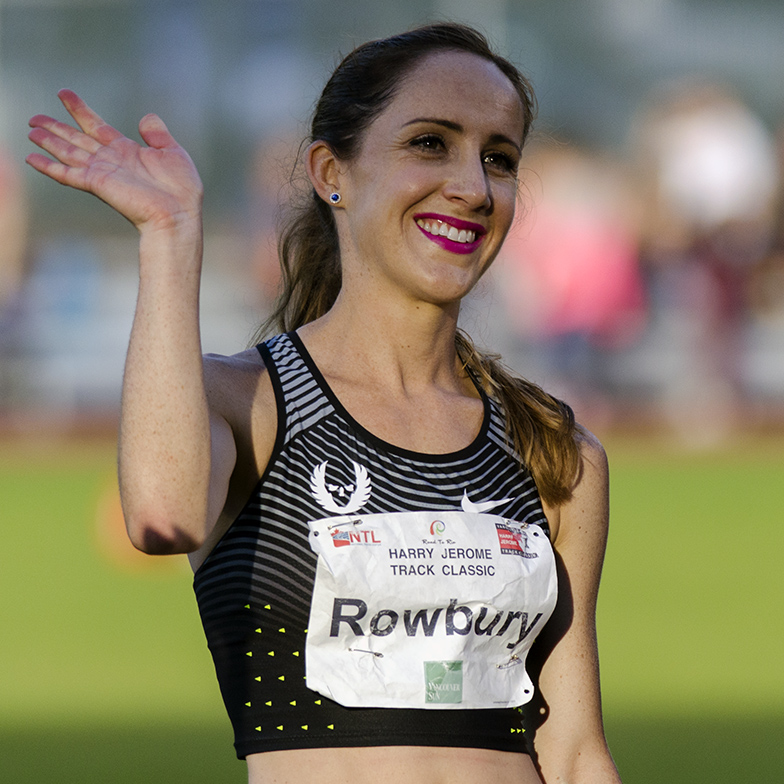
Die Olympiavierte Shannon Rowbury
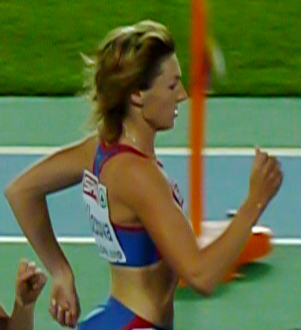
Lucia Klocová belegte Rang fünf
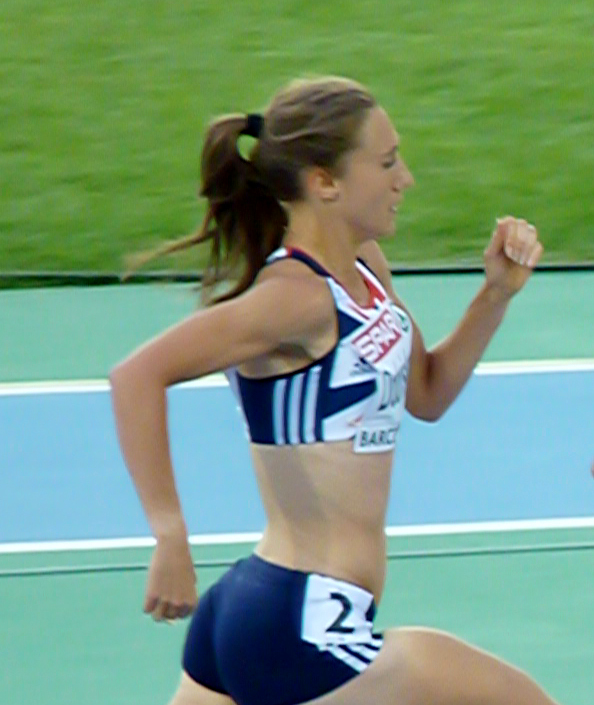
Lisa Dobrisky kam auf den sechsten Patz
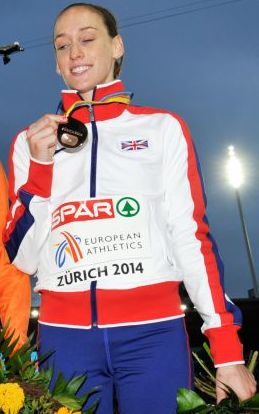
Rang sieben für Laura Weightman
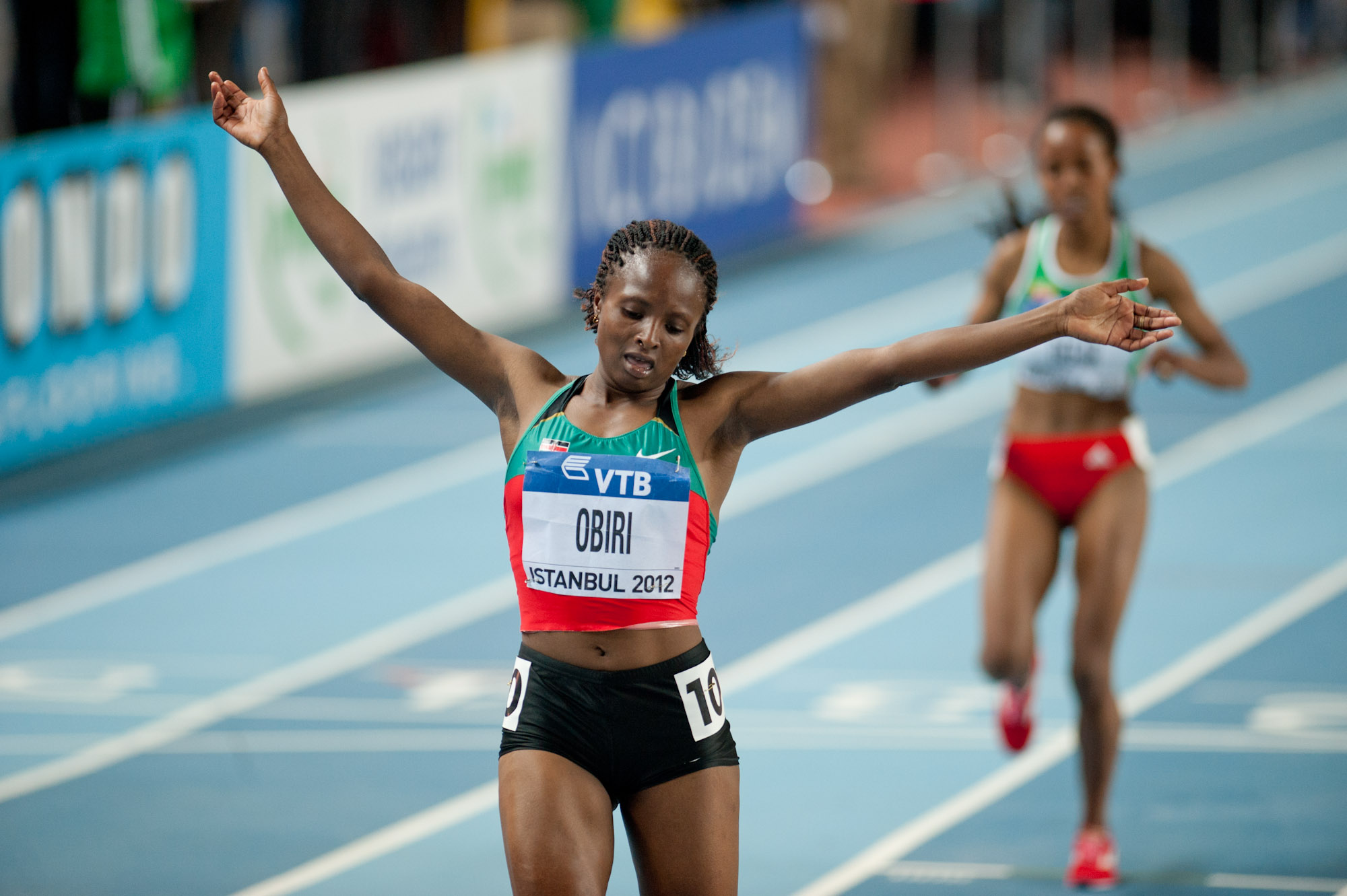
Hellen Obiri erreichte Platz acht
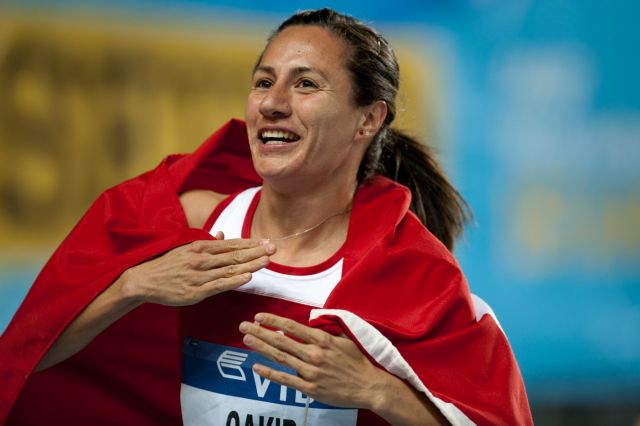
Die ursprüngliche Siegerin Aslı Çakır Alptekin – gedopt und disqualifiziert
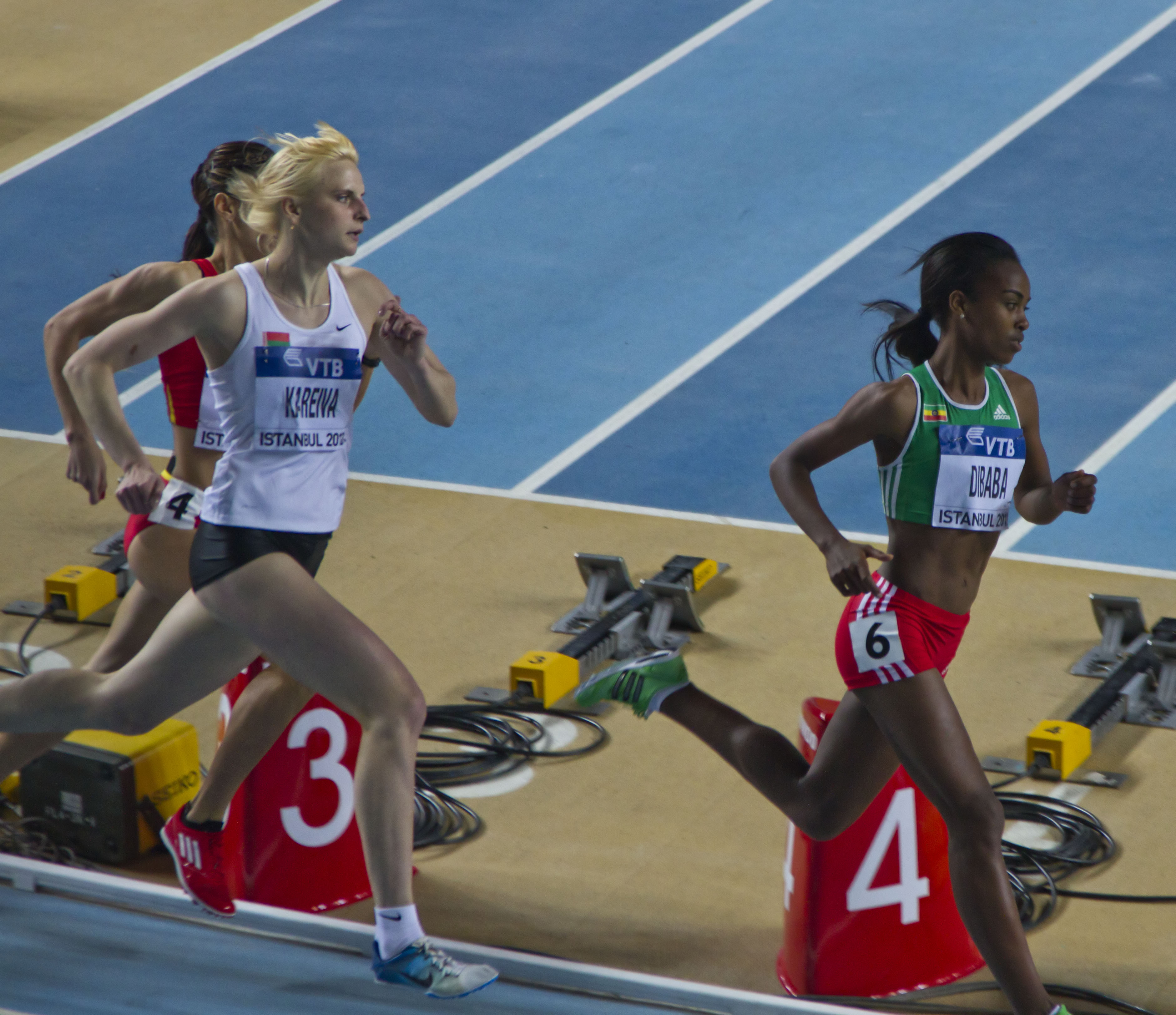
Natallja Karejwa (weißes Trikot) – zunächst auf Rang sieben, dann wegen Verstoßes gegen die Antidopingbestimmungen disqualifiziert

## Videolinks
- Women's 1500m Heats - Full Replay - London 2012 Olympics, youtube.com, abgerufen am 9. April 2022
- 1500m Women's Semi-Finals - London 2012 Olympics, youtube.com, abgerufen am 9. April 2022
- Women's 1500m Final - Full Replay, London 2012 Olympics, youtube.com, abgerufen am 9. April 2022